# Нововерхисское сельское поселение
Нововерхисское се́льское поселе́ние — муниципальное образование в Инсарском районе Мордовии Российской Федерации.
Административный центр — село Новые Верхиссы.

## История
Нововерхисское сельское поселение (сельсовет) с административным центром в селе Новые Верхиссы образовано законом от 17 мая 2018 года N 41-З путём объединения упразднённых Новлейского, Староверхисского и Яндовищенского сельских поселений (одноимённых сельсоветов).

## Население
| 2020 | 2021 |
| ---- | ---- |
| 664  | ↗726 |

## Состав сельского поселения
| № | Населённый пункт | Тип населённого пункта | Население |
| - | ---------------- | ---------------------- | --------- |
| 1 | Александровка    | деревня                | ↘0        |
| 2 | Венера           | посёлок                | ↘30       |
| 3 | Жегалино         | посёлок                | ↘1        |
| 4 | Новлей           | село                   | ↘269      |
| 5 | Новые Верхиссы   | село                   | ↘202      |
| 6 | Старые Верхиссы  | село                   | ↘190      |
| 7 | Усыскино         | село                   | ↘49       |
| 8 | Яндовище         | село                   | ↘163      |